# Lac des Rousses
Il lac des Rousses, detto anche Quinsonnet o Quintenois, è il solo lago della Borgogna-Franca Contea situato nel bacino imbrifero del Reno.

## Geografia
Il lago si trova nel comune di Rousses, a nord-est del medesimo, nel dipartimento del Giura, non lontano dal Confine tra la Francia e la Svizzera. A causa della sua altezza sul livello del mare esso gela nel periodo invernale, il che permette di praticarvi il pattinaggio su ghiaccio e la char à voile. Lago di ritiro di ghiacciaio, si trova nell'alta valle dell'Orbe, che è di fatto un sinclinale incastrato negli anticlinali calcarei giurassici dei monti Risoux e Noirmont. Il lago è circondato da torbiere ed acquitrini.

## Fauna
Nel lago si trovano numerose specie ittiche quali: trote fario, lucci, perche, tinche, rutili, coregoni e cavedani.

## Galleria d'immagini

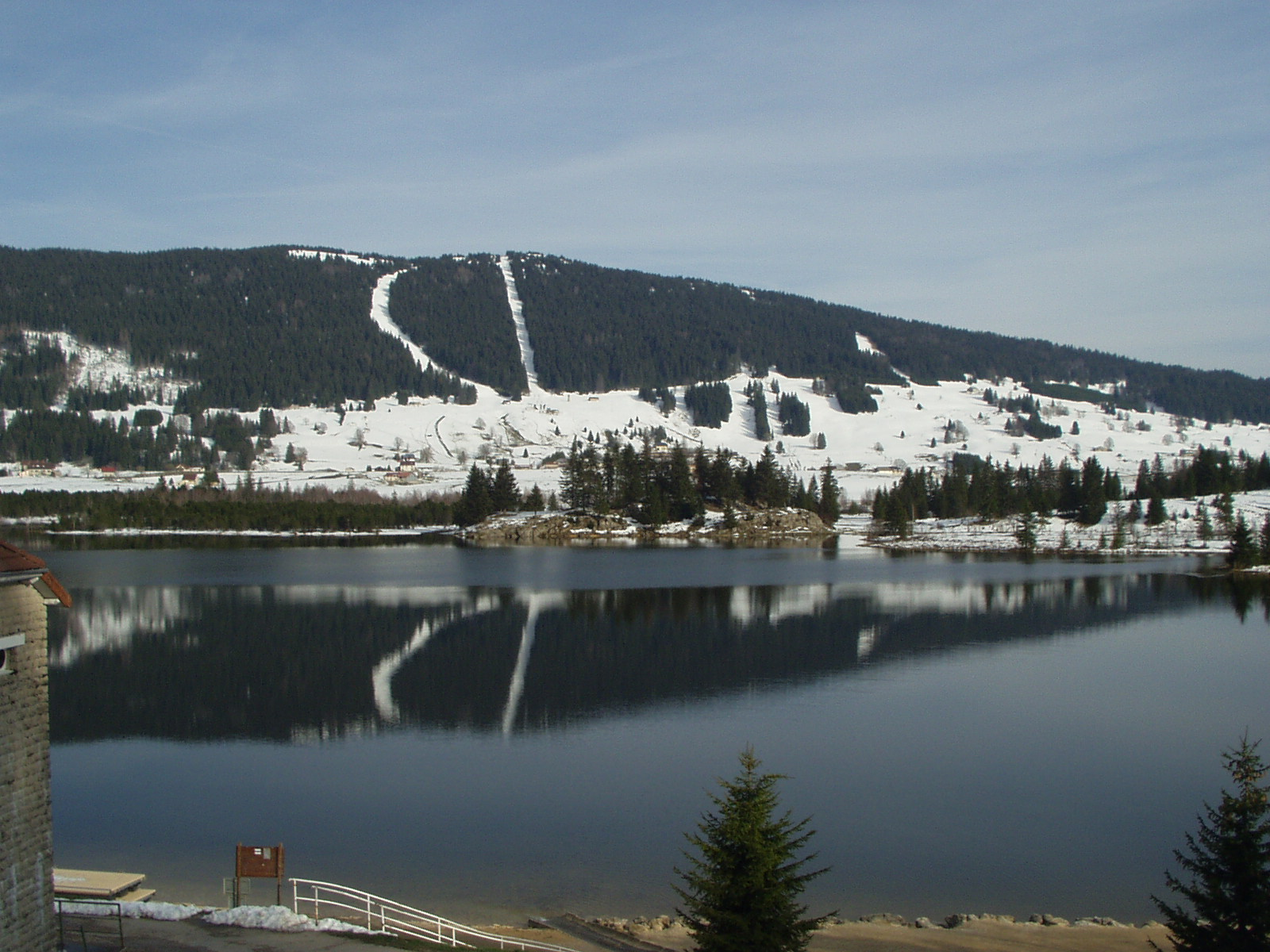
Il lac des Rousses e il Noirmont
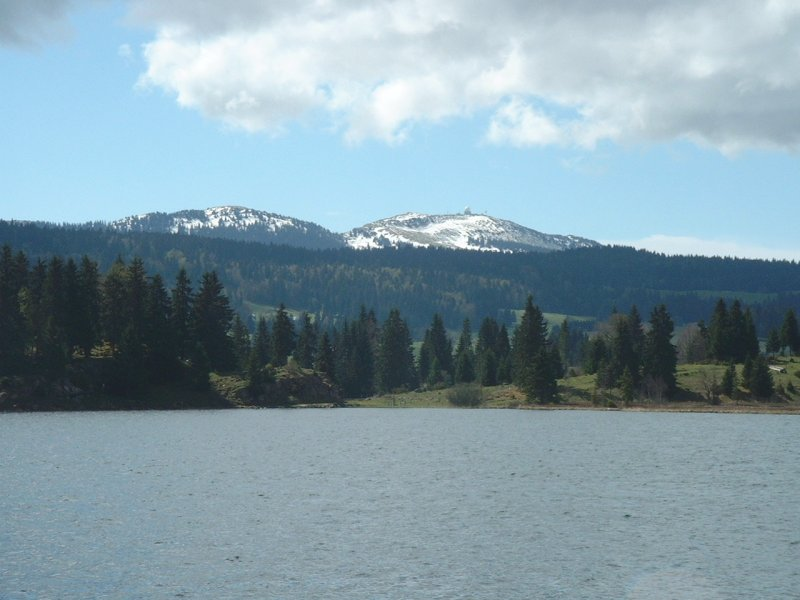
Il lac des Rousses e La Dôle
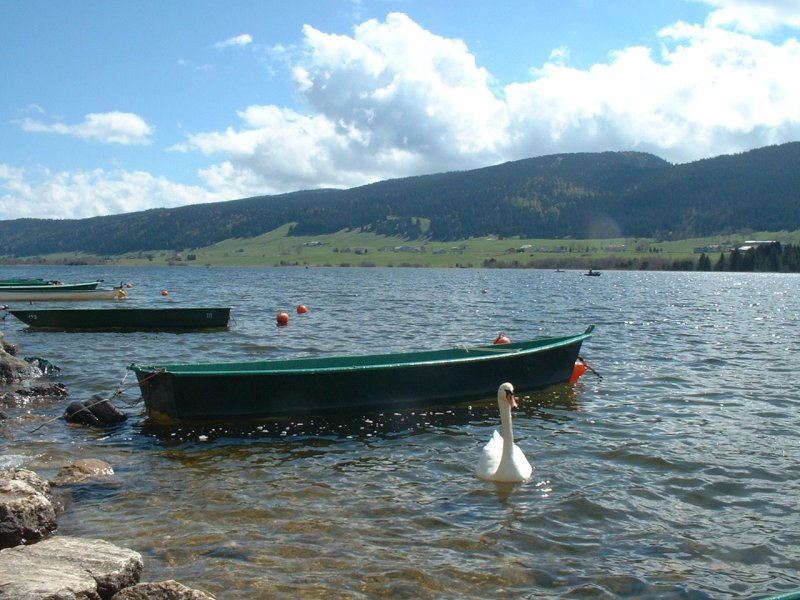
Il lac des Rousses
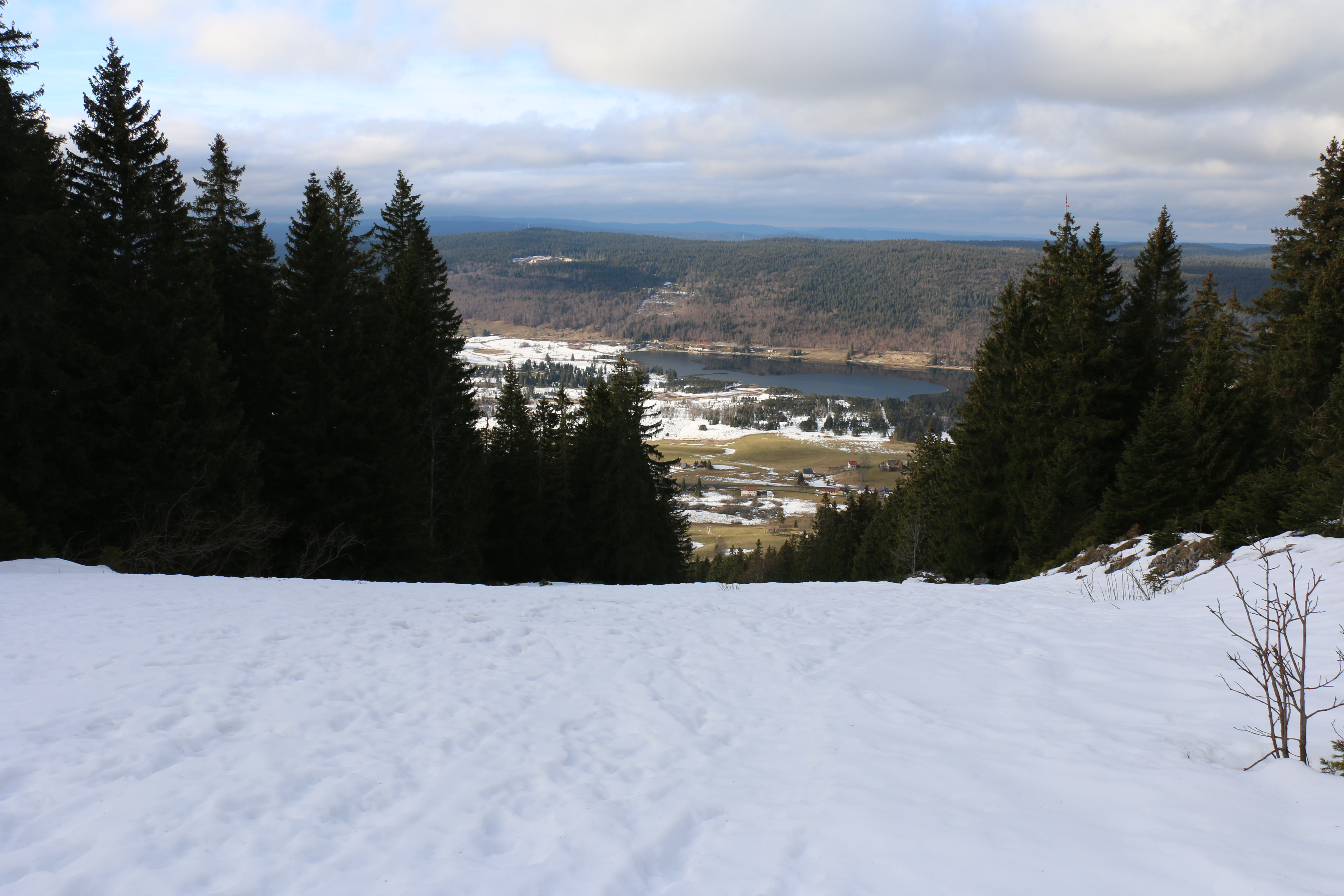
Lac des Rousses
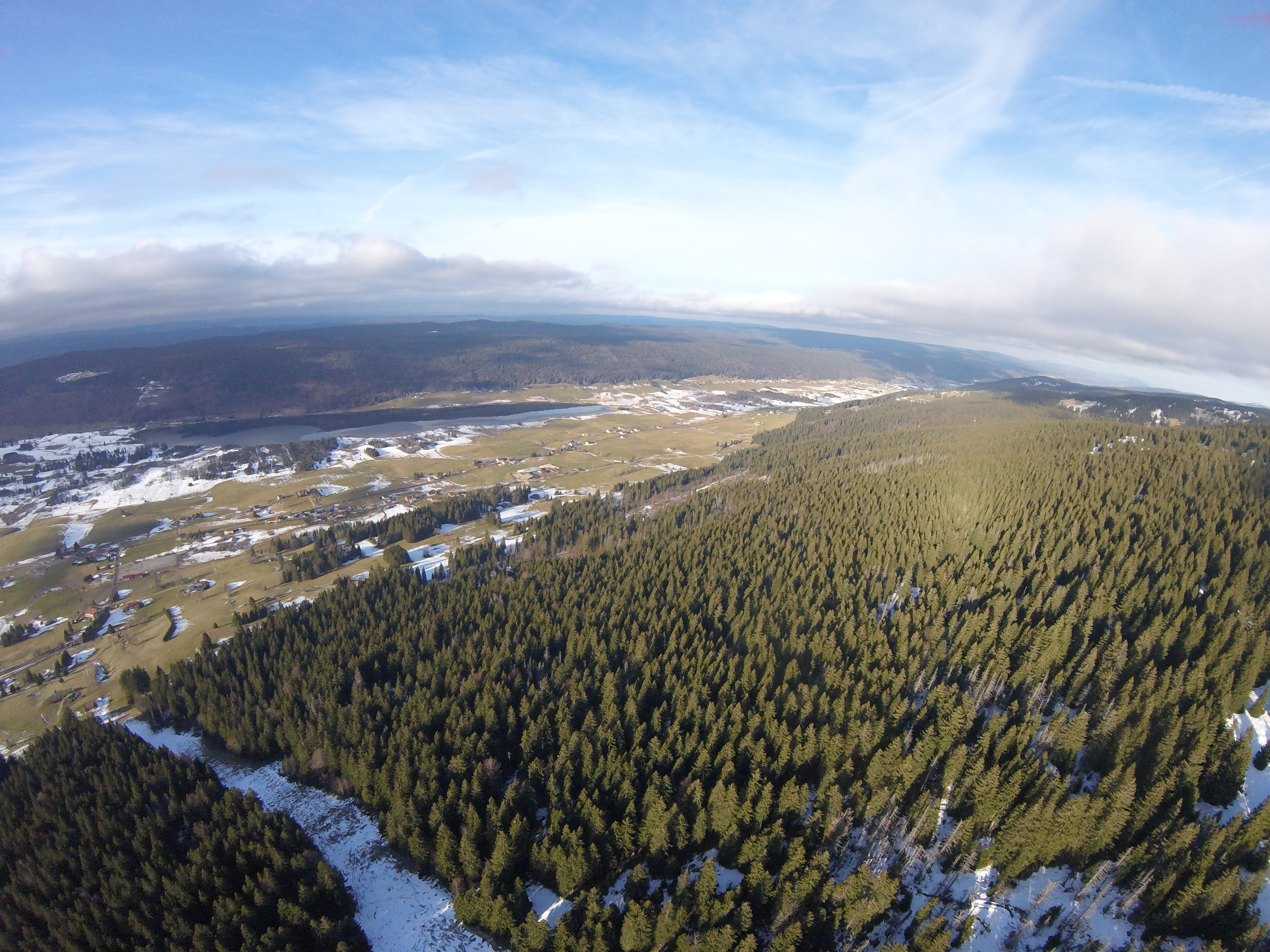
Lac des Rousses, veduta aerea
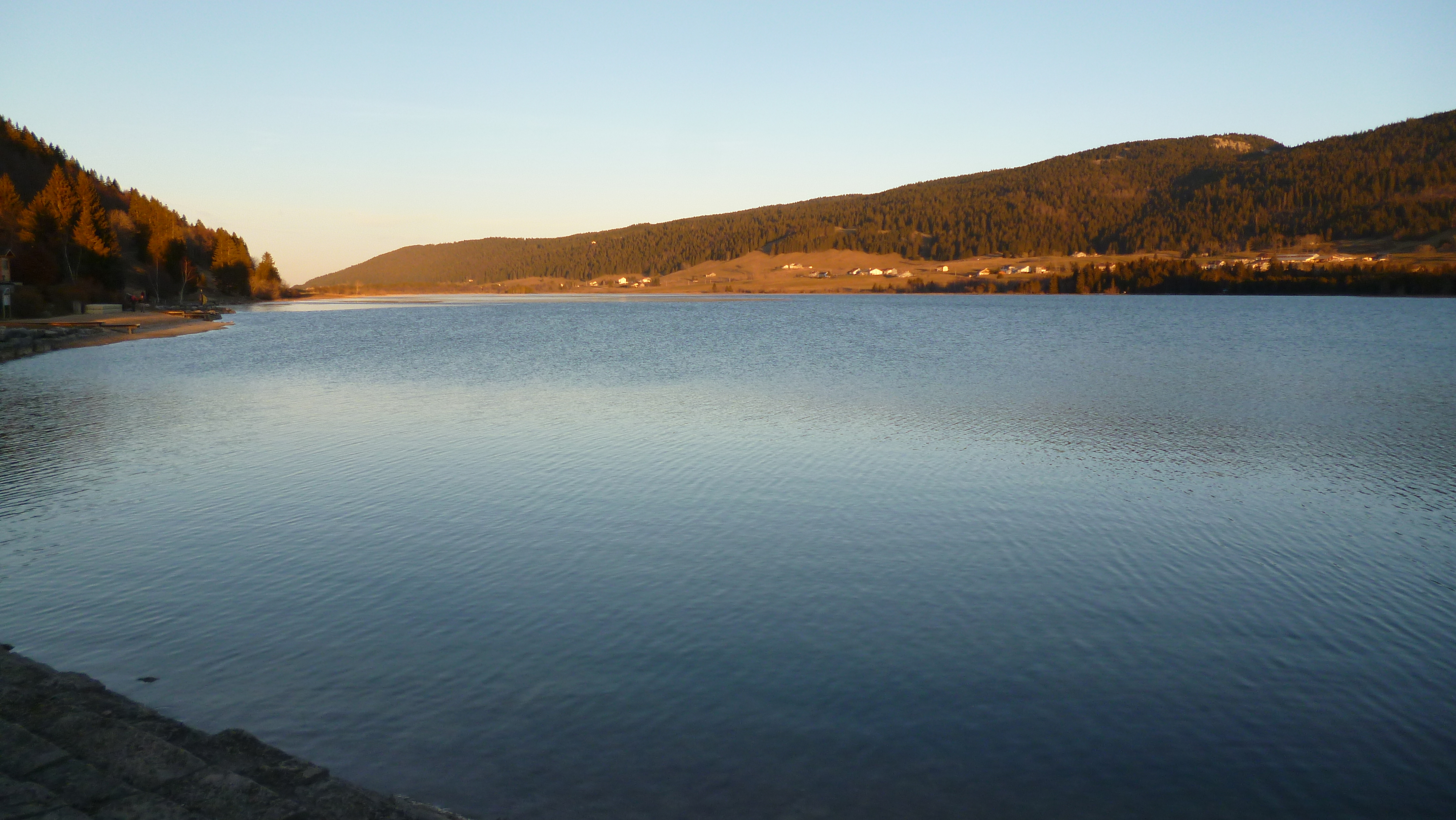
Lac des Rousses